# Sottomarino a pressione ambiente
Il sottomarino a pressione ambiente è un mezzo subacqueo che sfrutta lo stesso principio della campana subacquea per contenere aria respirabile, ma a differenza di questa ha una sua mobilità, essendo dotato normalmente di motori a propulsione elettrica che gli permettono di muoversi in acqua.
Gli occupanti della cabina (generalmente da 1 a 3) sono immersi in acqua a mezzo busto, in quanto il livello viene mantenuto tale dalla pressione interna (maggiore sarà la profondità, maggiore sarà la pressione ambiente). I subacquei in questione saranno quindi soggetti a tutte le leggi fisiche e ai vincoli che influenzano l'immersione subacquea classica con autorespiratore ad aria.
Trattandosi di un mezzo per uso generalmente sportivo il vantaggio per gli occupanti è quello di poter effettuare una immersione subacquea stando comodamente seduti all'interno di un abitacolo, ed osservare così il paesaggio marino da dietro degli oblò senza dover indossare nessuna maschera o sistema di respirazione, in quanto la parte superiore dell'abitacolo è completamente asciutta.